# Flecha Valona de 2020
A 84.ª edição da clássica ciclista Flecha Valona, era uma corrida que celebrar-se-ia a 22 de abril de 2020 na Bélgica. No entanto, devido à pandemia de COVID-19, onde a emergência sanitária pelo vírus SARS-CoV-2 tem obrigado a cancelamento de diferentes eventos desportivos em todo mundo, a corrida foi adiada.
A corrida, além de ser a segunda clássica das Ardenas, faria parte do UCI WorldTour de 2020, calendário ciclístico de máximo nível mundial, onde era a décimo oitava corrida de dito circuito.
Depois da reordenação do calendário por parte da UCI, a nova data para a disputa desta prova é a 30 de setembro de 2020.

## Percorrido
A Flecha Valona dispunha de um percurso total de 202 quilómetros com algumas mudanças com relação à edição anterior, como importante novidade a linha de saída era a cidade de Herve situado na Valônia da Bélgica para finalizar no tradicional Muro de Huy.
| Cotas da carreira |                            |                 |                |            |
| Número            | Nome                       | Comprimento (m) | Pendente média | Quilómetro |
| ----------------- | -------------------------- | --------------- | -------------- | ---------- |
| 1                 | Côte de Trasenster         | 3300            | 4,9 %          | 30,5       |
| 2                 | Côte d'Ereffe              | 2100            | 5 %            | 119,5      |
| 3                 | Côte du chemin des Gueuses | 1800            | 6,5 %          | 128,5      |
| 4                 | Muro de Huy (1.ª passo)    | 1300            | 9,6 %          | 138,5      |
| 5                 | Côte d'Ereffe              | 2100            | 5 %            | 151        |
| 6                 | Côte du chemin des Gueuses | 1800            | 6,5 %          | 160,5      |
| 7                 | Muro de Huy (2.ª passo)    | 1300            | 9,6 %          | 170        |
| 8                 | Côte d'Ereffe              | 2100            | 5 %            | 183        |
| 9                 | Côte du chemin des Gueuses | 1800            | 6,5 %          | 192,5      |
| 10                | Muro de Huy (3.ª passo)    | 1300            | 9,6 %          | 202        |